# 吉田悠真
吉田 悠真（よしだ ゆうま、3月14日 - ）は、岩手朝日テレビのアナウンサー。

## 人物
愛知県小牧市出身。好きなスポーツはサッカー、野球、水泳、駅伝。
趣味は、老舗飲食店巡り、スポーツ観戦。特技は、コンセントやスイッチの取替工事、180度開脚。A型。

## 略歴
岐阜放送に入社する以前は、建設関係の会社で勤務をしていた。
- 2019年4月 岐阜放送の関連会社（岐阜新聞岐阜放送クリエイト）に営業職として入社。
- 2022年1月 岐阜放送の関連会社を退社。
- 2022年2月 岩手朝日テレビ入社、スーパーJチャンネルいわてを担当。

## 担当番組
- スーパーJチャンネルいわて
- IATニュース